# Prochaines élections législatives libyennes
Les prochaines élections législatives libyennes doivent avoir lieu à une date indéterminée afin d'élire les membres de la Chambre des représentants de la Libye. Une élection présidentielle doit également être organisée.

## Contexte

Situation de la guerre en juin 2020
Territoire contrôlé par la Chambre des représentants et ses alliés
Territoire contrôlé par le Gouvernement d'union nationale et ses alliés
Territoire contrôlé par les milices locales

Initialement prévues pour le 10 décembre 2018, les élections sont repoussées en 2019 faute d'accord politique,, dans le contexte de la deuxième guerre civile libyenne opposant principalement le gouvernement d'union nationale et celui de la Chambre des représentants, basée jusqu'en 2019 à Tobrouk sous l'égide du maréchal Khalifa Haftar. Les élections devaient alors être précédées d'un référendum sur une nouvelle constitution, qui devait être approuvé à la majorité absolue dans chacune des trois régions historiques du pays (Tripolitaine, Fezzan et Cyrénaïque) et recueillir un minimum de deux tiers des voix au niveau national, en accord avec un amendement constitutionnel voté le 26 novembre 2018 à la Chambre des représentants de Tobrouk.
Le 28 février 2019, lors de négociations à Abou Dabi, le Gouvernement d'union nationale et le Gouvernement de Tobrouk concluent un accord sur l'organisation d’élections en Libye. Le 20 août 2020, Sarraj annonce des élections pour mars 2021. Après l'échec du maréchal Haftar à prendre Tripoli entre 2019 et 2020, des négociations menées à Tunis sous l'égide de l'ONU conduisent les deux parties à s'accorder en novembre 2020 sur la tenue des élections le 24 décembre 2021,. En janvier 2021, ils s'accordent également sur la tenue d'un référendum sur l'adoption d'une nouvelle constitution avant les scrutins de décembre. Le 5 octobre, le scrutin est reporté à janvier 2022.
Le 10 mars 2024, trois hauts dirigeants libyens ont annoncé qu’ils se sont mis d’accord sur la nécessité de former un nouveau gouvernement d’union nationale qui superviserait les élections législatives et présidentielle longtemps retardées.